# روث ميلر
روث ميلر (بالإنجليزية: Ruth Miller)‏ هي رسامة أمريكية، ولدت في 17 يناير 1904 في شيكاغو في الولايات المتحدة، وتوفيت في 21 مايو 1978 في أوجي في الولايات المتحدة.

## وصلات خارجية
- روث ميلر على موقع أوليمبيديا (الإنجليزية)